# Bradley Billington
Bradley Billington (* um 1970) ist ein englischer Tischtennisspieler mit seiner aktiven Zeit seit den 1980er Jahren. Er nahm an zwei Weltmeisterschaften sowie drei Europameisterschaften teil.

## Werdegang
Bradley Billington entstammt einer Tischtennisfamilie. Sein Vater Maurice erzielte Erfolge im Jugendbereich, seine zwei Jahre jüngere Schwester Julie ist ebenfalls im Tischtennis aktiv.
Erste Erfolge erzielte Bradley Billington bei der englischen Jugendmeisterschaft, bei der er 1985 und 1986 im Einzel der Altersklasse U16 den Titel gewann. Bei den Erwachsenen wurde er 2000 und 2004 englischer Meister im Doppel mit Alan Cooke. 1997 und 2001 nahm er an den Weltmeisterschaften teil, kam dabei aber nie in die Nähe von Medaillenrängen. Erfolgreicher war er bei Commonwealth-Meisterschaften, bei denen er 1997 mit Alan Cooke das Endspiel im Doppel erreichte. Im Teamwettbewerb war er 1997 an der Goldmedaille sowie 1995 und 2004 an der Silbermedaille beteiligt.
Bradley Billington wurde von mehreren europäischen Vereinen verpflichtet. So schloss er sich 1993 dem deutschen Verein Borussia Brand an, der damals in der 2. Bundesliga spielte. 1994 wechselte er nach Frankreich zum ACS Fontenay, von 2001 bis 2004 war er in der Schweizer Nationalliga A beim TTC Wädenswil aktiv.